# Esposto
L'esposto, nell'ordinamento giuridico italiano, è una segnalazione all'autorità di pubblica sicurezza di un dissidio tra privati, con il quale si richiede a tale autorità di intervenire per comporre il contrasto.

## Procedimento
A seguito dell'esposto, un ufficiale di pubblica sicurezza invita le parti interessate a comparire alla sua presenza presso suoi uffici per trovare una conciliazione e redigere un verbale.
Se dai fatti si configura un reato, l'Ufficiale di P.S.:
- deve informare l'autorità giudiziaria, se il fatto è un reato perseguibile d'ufficio;
- se si tratta di delitto perseguibile a querela può, a richiesta, esperire un preventivo componimento della vertenza, senza che ciò pregiudichi il successivo esercizio del diritto di querela.